# Charles Hawley

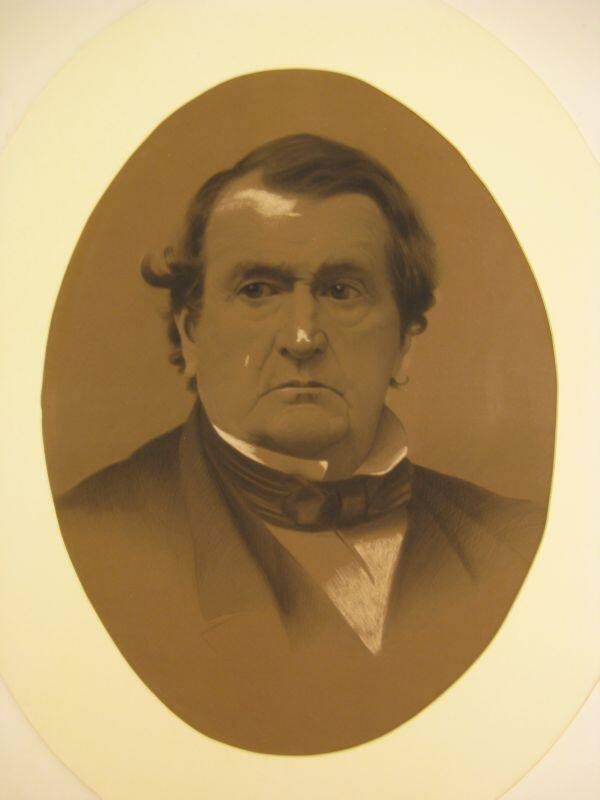
Charles Hawley

Charles Hawley (* 15. Juni 1792 in Stamford, Connecticut; † 27. Februar 1866 ebenda) war ein US-amerikanischer Politiker. Zwischen 1838 und 1842 war er Vizegouverneur des Bundesstaates Connecticut.

## Werdegang
Im Jahr 1813 absolvierte Charles Hawley das Yale College. Nach einem anschließenden Jurastudium und seiner Zulassung als Rechtsanwalt begann er in diesem Beruf zu arbeiten. Zwischen 1824 und 1838 war er Nachlassrichter im Gerichtsbezirk um Stamford. Gleichzeitig schlug er eine politische Laufbahn ein. Zwischen 1821 und 1829 war er mehrfach Abgeordneter im Repräsentantenhaus von Connecticut; von 1830 bis 1837 saß er ebenfalls mehrmals im Staatssenat. Mitte der 1830er Jahre schloss er sich der damals gegründeten Whig Party an.
Im Jahr 1838 wurde Hawley an der Seite von William W. Ellsworth zum Vizegouverneur von Connecticut gewählt. Dieses Amt bekleidete er zwischen 1838 und 1842. Dabei war er Stellvertreter des Gouverneurs und Vorsitzender des Staatssenats. Im Dezember 1839 nahm er als Delegierter am Bundesparteitag der Whigs in Harrisburg teil. Nach dem Ende seiner Zeit als Vizegouverneur ist er politisch nicht mehr in Erscheinung getreten. Er starb am 27. Februar 1866 in Stamford.